# Vogelpark Schotten
Koordinaten: 50° 30′ 43,6″ N, 9° 8′ 32,5″ O
Der Vogelpark Schotten liegt in Schotten im Vogelsbergkreis und bietet ein breites Artenspektrum an exotischen und einheimischen Tieren.

## Geschichte und Konzept
Im Jahr 1978 entstand ein kleiner Vogelpark etwa zwei Kilometer östlich von Schotten am Ufer der Nidda. Daraus entwickelte sich ein kleiner Zoo mit Vögeln, Säugetieren und Reptilien aus aller Welt.
Das Gelände wurde früher von der Tuchfabrik Karl Weitz genutzt. 1971 kaufte die in Schotten ansässige Firma Braatz & Poths, Träger und Betreiber von Alten- und Behindertenwohnheimen, die Anlage und den benachbarten Löschwasserteich, um sie als Park für ein Wohnheim zu nutzen. Da frühere Werkhallen in diesem Konzept keine Funktion hatten, wurde später eine Freiflughalle für Vögel dort eingerichtet: der Kern des Vogelparks. Anfang der 1980er Jahre übernahm die Schottener Soziale Dienste gGmbH die Anlage.
Der Vogelpark ist eine anerkannte Werkstätte für behinderte Menschen (WfbM). Die 31 Mitarbeiter mit Behinderung betreuen die Tiere.
2017 wurden über 90.000 Besucher gezählt.

## Der Vogelpark
Das größte Gebäude des Parks ist das Tropenhaus mit Freiflughalle, in dem Reptilien, Affen und exotische Vögel leben. Daneben befindet sich das Affenhaus mit Totenkopfaffen und Rothandtamarinen.
Die Außenanlage zeigt Vögel aus der ganzen Welt in Volieren und auf Freiflächen, darunter Nandus. Daneben werden dort Lamas und alte Haustierrassen gehalten, darunter das Rotbunte Husumer Schwein, das dänische Bauern in Nordfriesland als gestreiftes „Protestschwein“ züchteten und im Vorgarten laufen ließen, als sie um 1900 die rot-weiße Flagge Dänemarks nicht mehr hissen durften. Auf der Australien-Anlage werden Bennett-Kängurus und Emus gehalten.
Jenseits der Nidda befindet sich der Sinnespark, eine große Freifläche mit Kinderspielplatz und Grillmöglichkeiten. Ebenfalls für Kinder besteht ein Streichelgehege mit Ziegen und Schafen.
Das Café-Restaurant Vogelpark wird ebenfalls von Mitarbeitern mit Behinderung betrieben und bietet Platz für 120 Besucher. Im Eingangsbereich ist ein historischer Eisenbahnwagen aufgestellt.

## Bildergalerie

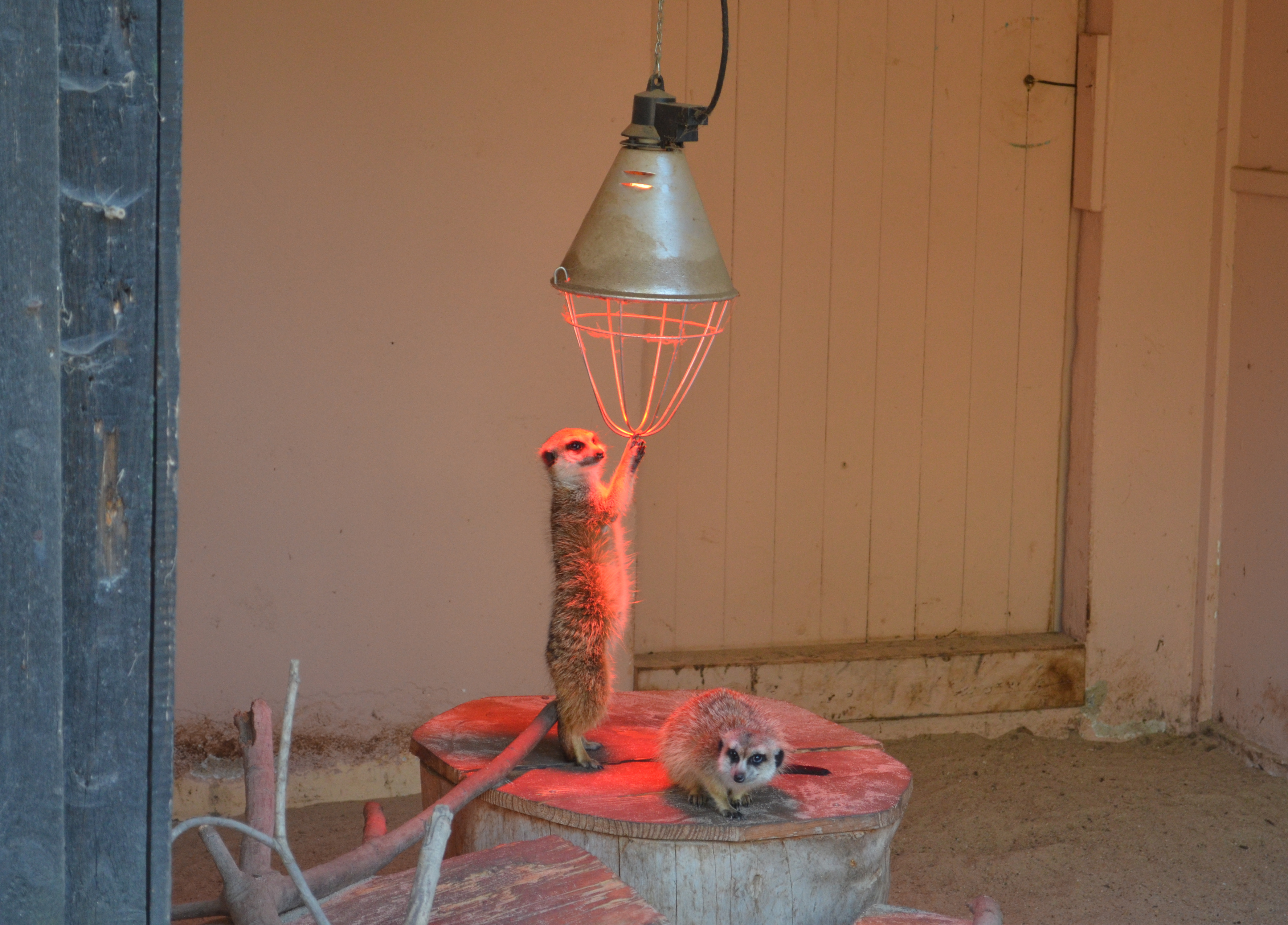
Erdmännchen
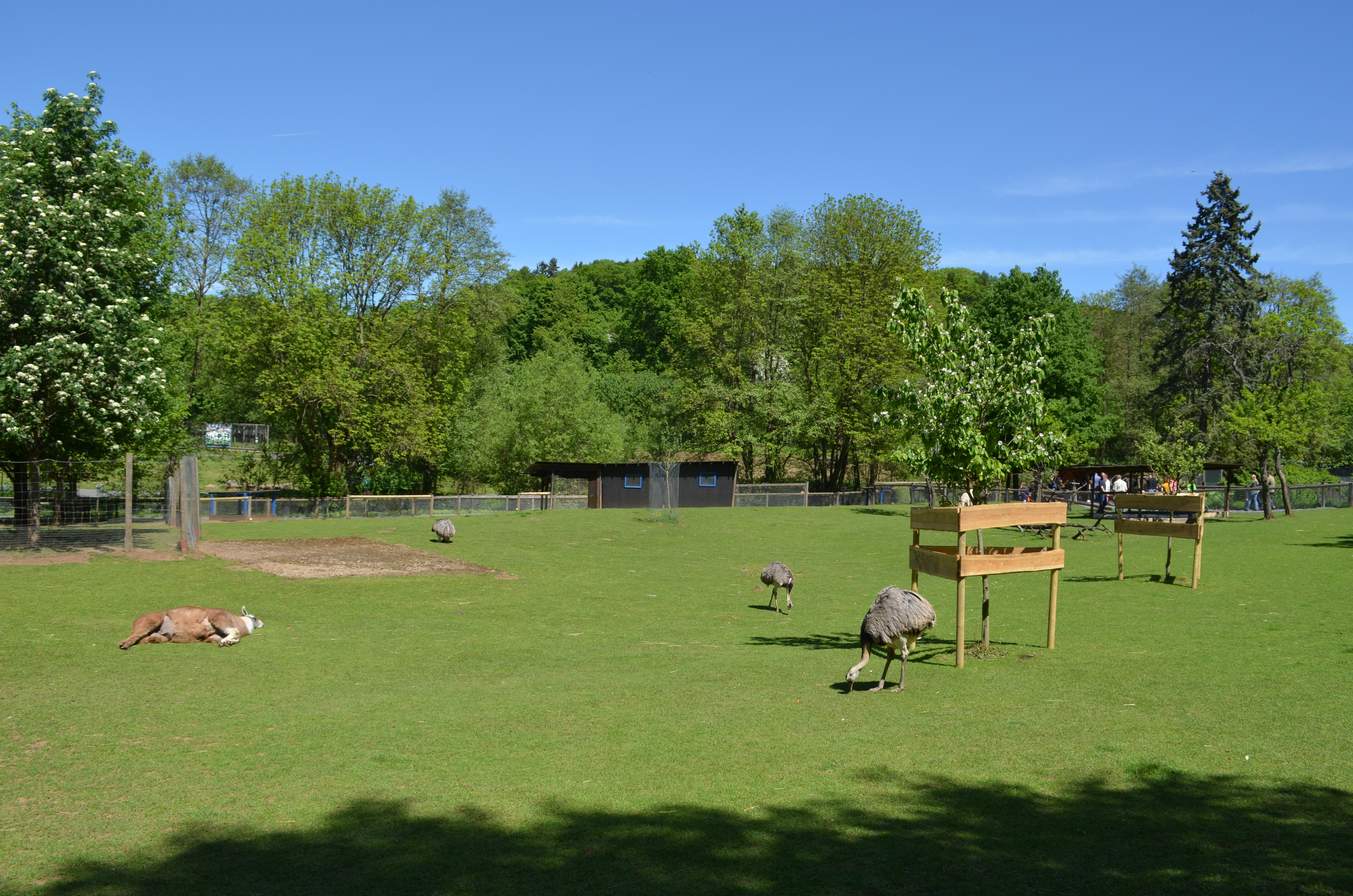
Freigehege
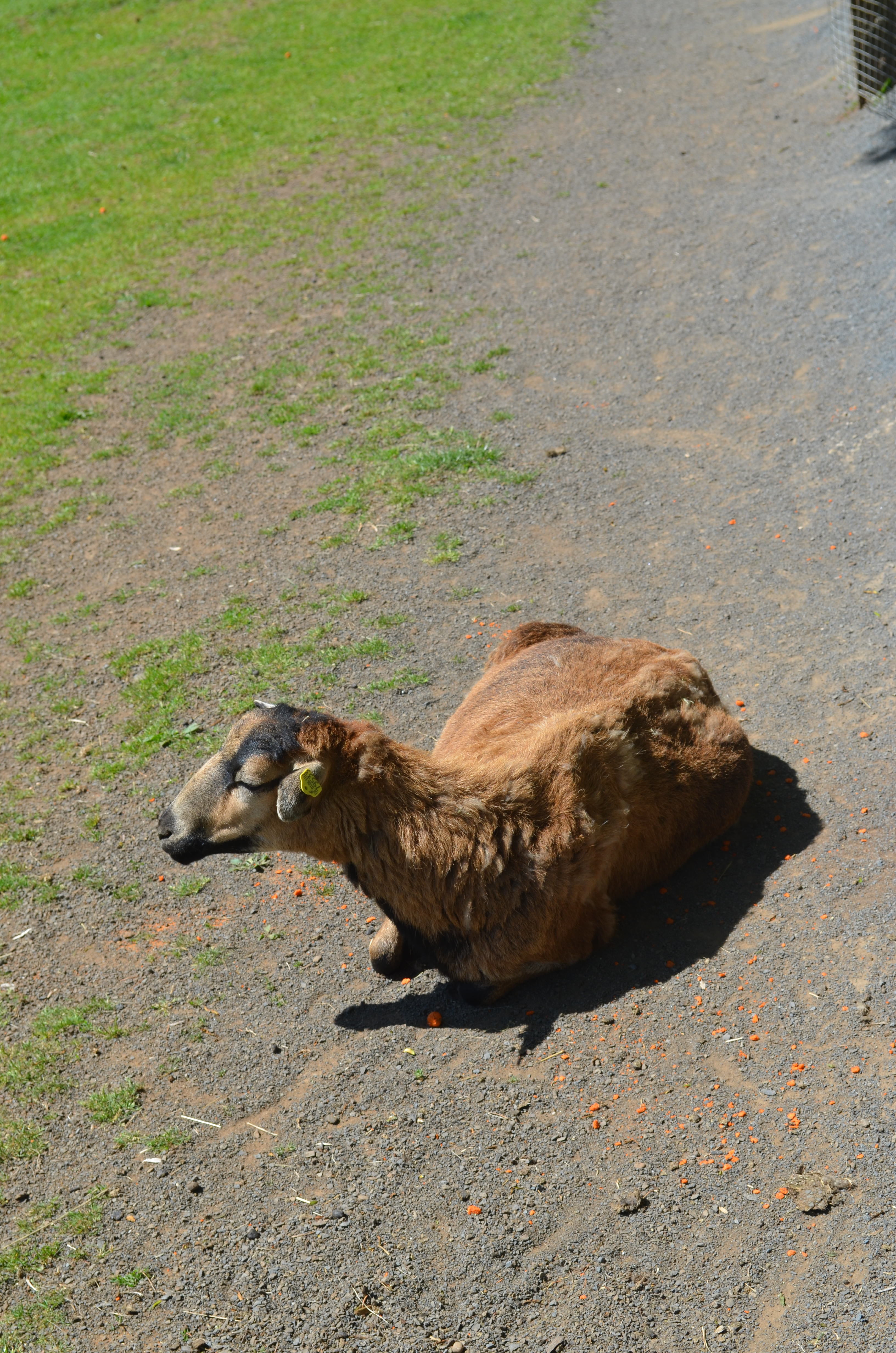
Kamerunschaf
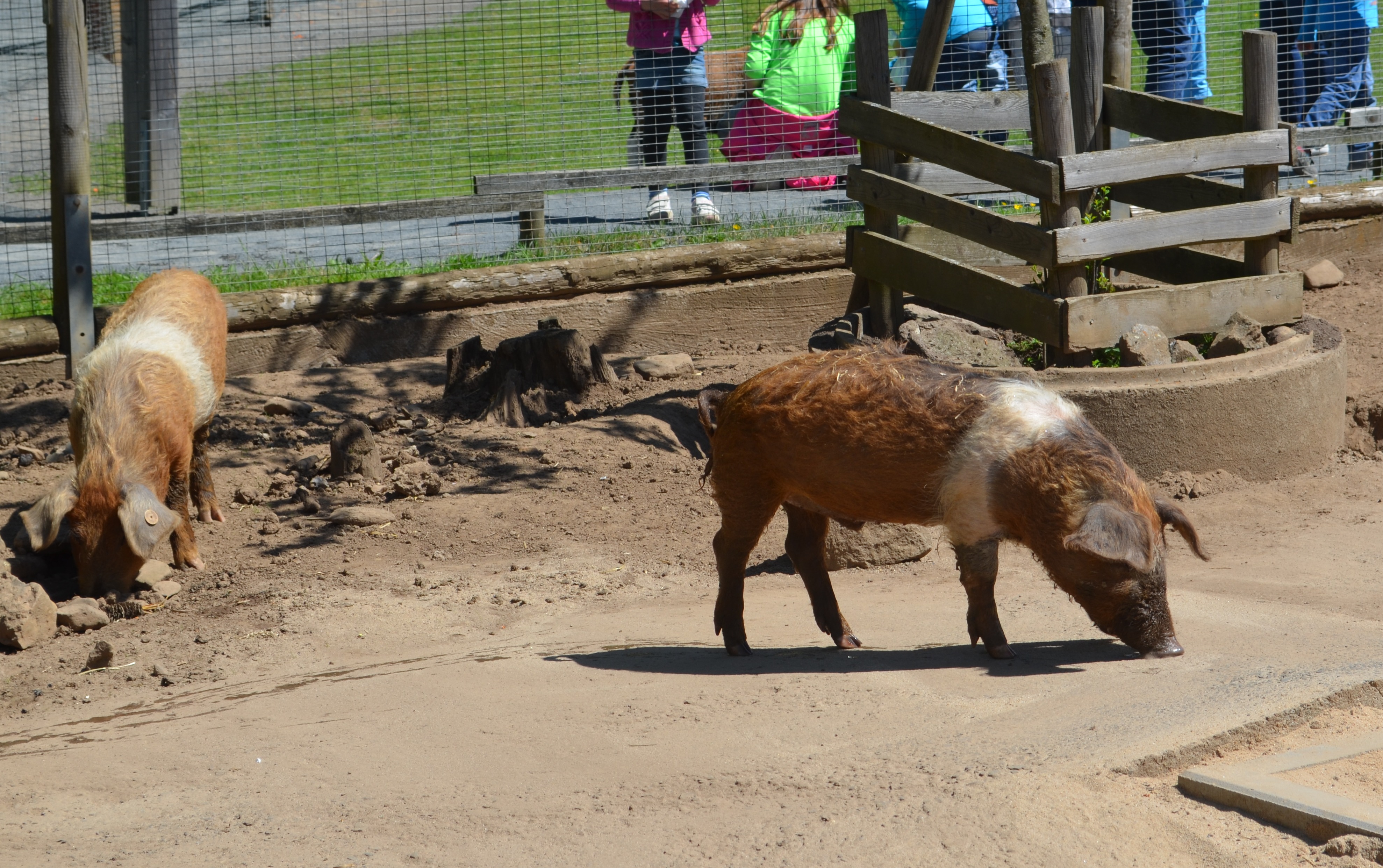
Protestschweine
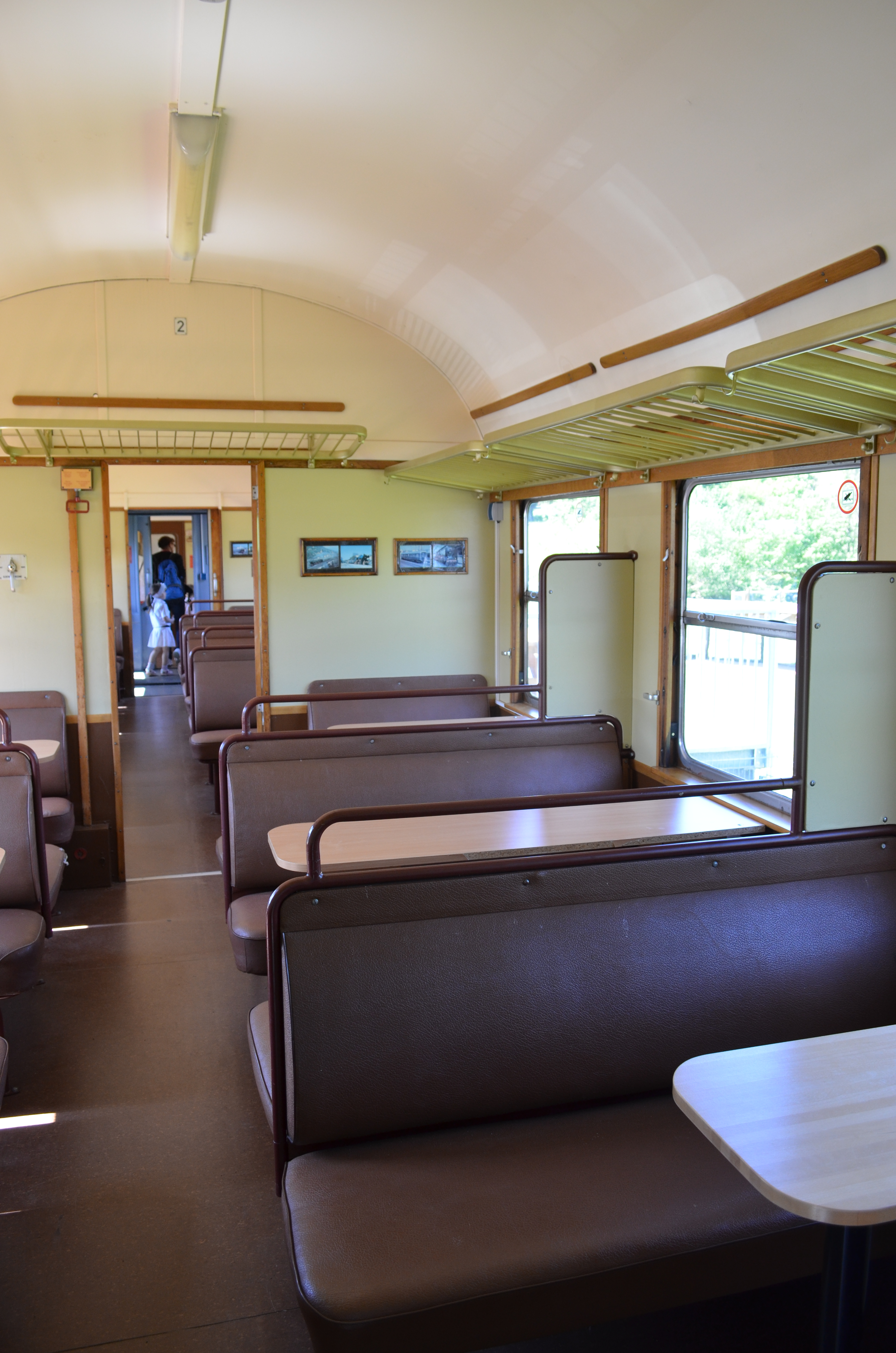
Speisewagen
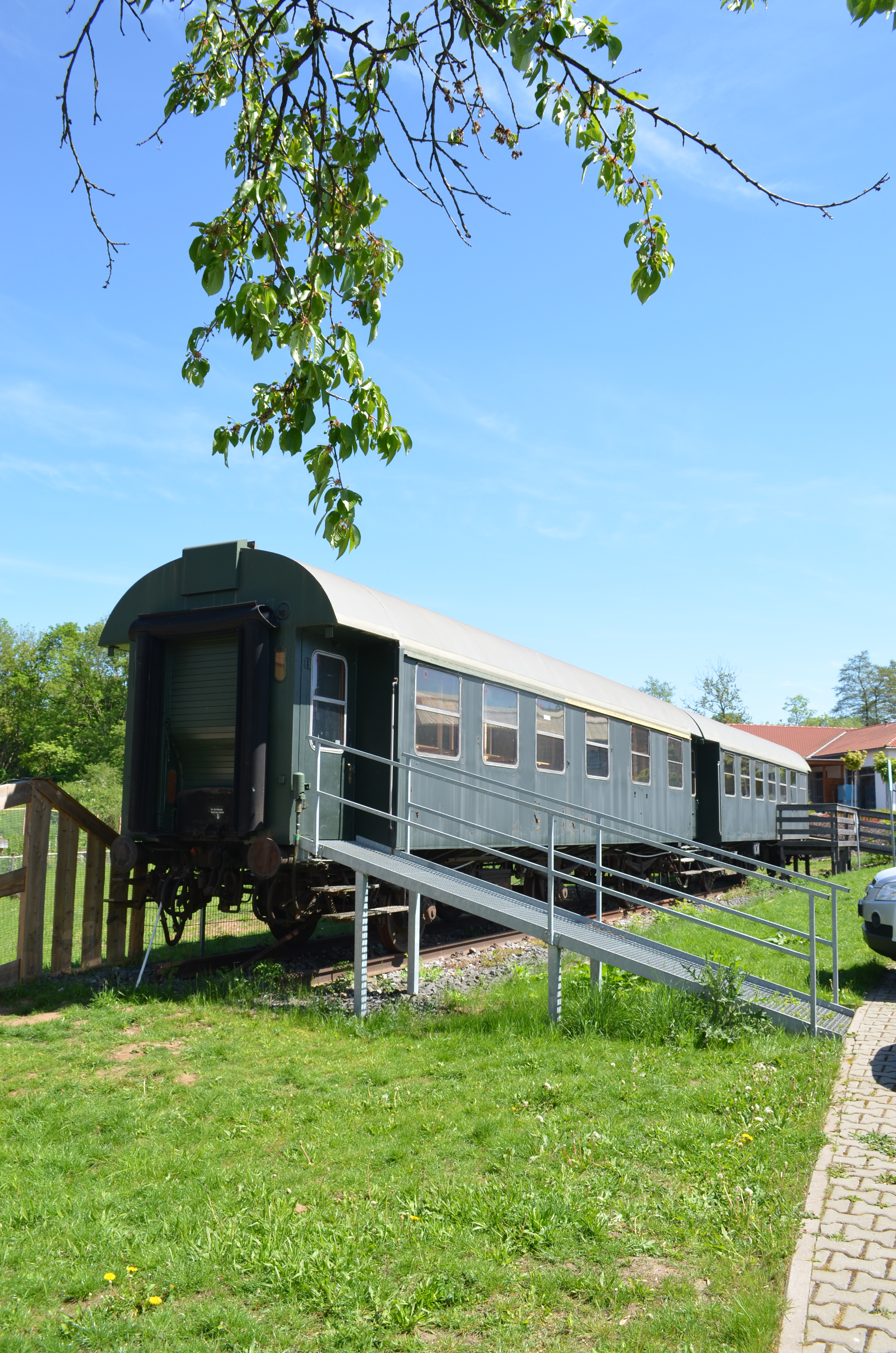
Speisewagen
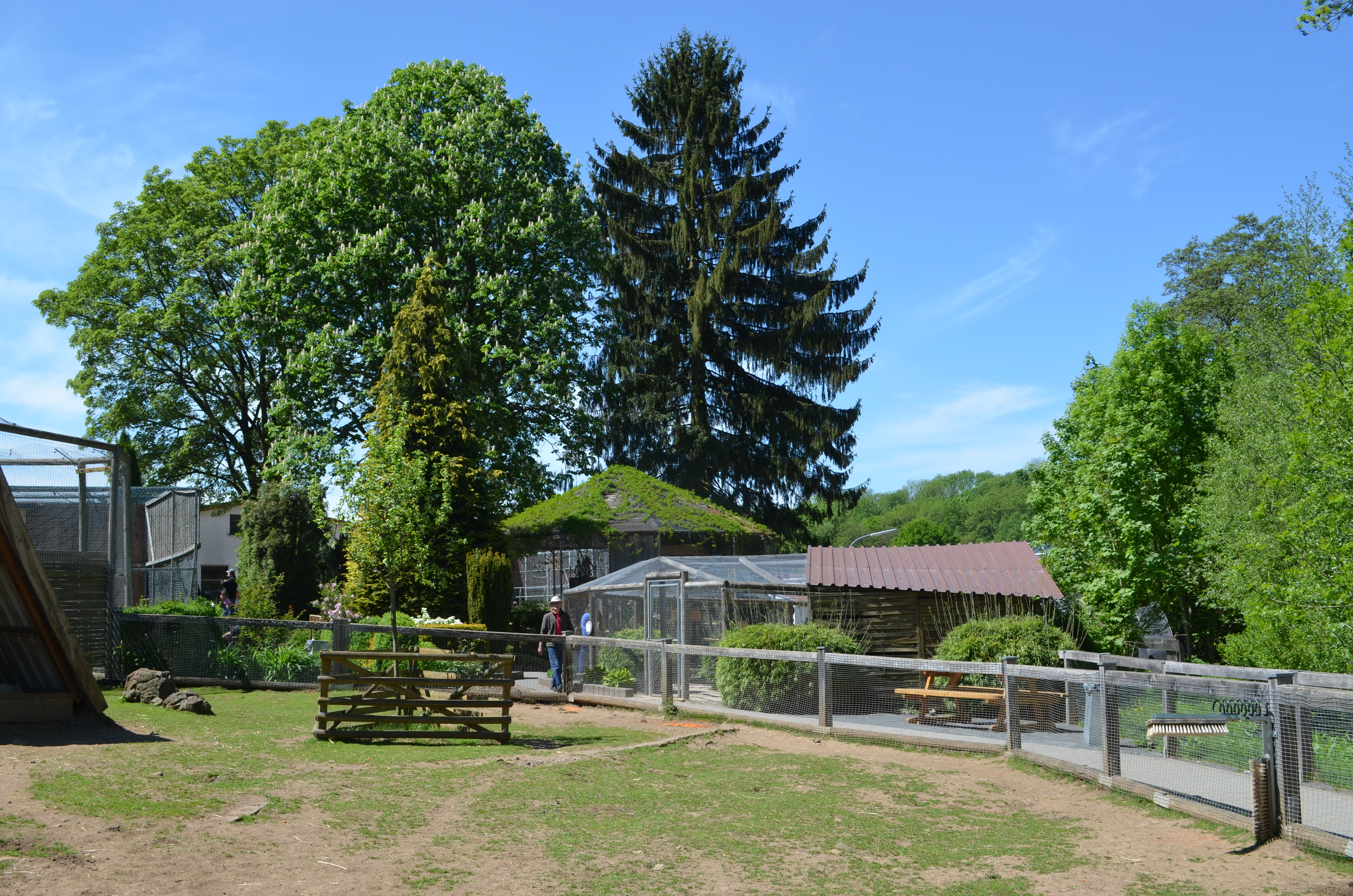
Volieren